# Evgueni Fiodorov (géophysicien)
Pour les articles homonymes, voir Evgueni Fiodorov et Fiodorov.
Evgueni Konstantinovitch Fiodorov (en russe : Евгений Константинович Фёдоров), né le 28 mars 1910 (10 avril dans le calendrier grégorien) à Bender (Tighina) et mort le 30 décembre 1981 à Moscou, est un géophysicien et homme politique russe, héros de l'Union soviétique (22 mars 1938).

## Biographie
Evgueni Fiodorov est diplômé de l'université d'État de Leningrad en 1932. De 1932 à 1938, il est chercheur associé sur plusieurs stations polaires, dont la toute première station dérivante Severny Polious-1 en 1937-1938,. En 1938–1939, il dirige l'Institut de l'Arctique et de l'Antarctique et, en 1938, entre au Parti communiste. 
Responsable du service météorologique soviétique (Гидрометеослужба СССР) de 1939 à 1947 puis de 1962 à 1974, il travaille de 1947 à 1955 pour l'Institut de géophysique de l'Académie des sciences de l'URSS. Il fonde aussi l'Institut de géophysique appliquée du Service météorologique soviétique.
Élu à l'Académie des sciences en 1960, Evgueni Fiodorov est l'auteur de nombreux ouvrages consacrés à ses recherches sur les champs géophysiques de l'Arctique, l'équilibre hydrique des nuages, l'influence artificielle sur les processus météorologiques, l'étude des couches atmosphériques les plus élevées avec l'utilisation de satellites, la pollution, etc. Il reçoit le prix d'État d'URSS en 1946 et 1969, cinq Ordres de Lénine, un ordre de la révolution d'Octobre, six autres ordres et plusieurs médailles.
Fiodorov est le deuxième président du Comité de paix soviétique de 1979 à 1981.
Le brise-glace Akademik Fiodorov a été nommé en son honneur.